# Urs Schwaller
Urs Schwaller (Fribourg, 31 oktober 1952) is een Zwitsers bestuurder en politicus voor de Christendemocratische Volkspartij (CVP/PDC) uit het kanton Fribourg.

## Biografie
Beat Vonlanthen behaalde in 1976 een diploma in de rechten en behaalde in 1981 een doctoraat aan de Universiteit van Fribourg. Van mei 1986 tot december 1991 was hij prefect van het district Saane. Van 1992 tot 1994 was hij lid van de Staatsraad van Fribourg. Vervolgens was hij van 1 december 2003 tot 29 november 2015 was hij lid van de Kantonsraad. Van 2016 tot 2020 was hij voorzitter van Swiss Post.